# Скатинский сельсовет (Курганская область)
Скатинский сельсовет — упразднённые административно-территориальная единица и муниципальное образование (сельское поселение) в Белозерском районе Курганской области Российской Федерации.
Административный центр — село Скаты. Администрация Скатинского сельсовета действовала с 26 декабря 2001 года.
Адрес администрации: 641342, Курганская область, Белозерский район, с. Скаты, ул. Центральная, дом 19.
9 января 2022 года сельсовет был упразднён в связи с преобразованием муниципального района в муниципальный округ.

## История
Статус и границы сельского поселения установлены Законом Курганской области от 15 октября 2004 года № 551 «Об установлении границ муниципального образования Белозерского района»
Ныне Главой поселения является Голубцов Яков Алксандрович. 

## Население
| 1926 | 1989 | 2002 | 2004 | 2010 | 2012 | 2013 |
| ---- | ---- | ---- | ---- | ---- | ---- | ---- |
| 1572 | ↘456 | ↘441 | ↗459 | ↘376 | ↘375 | ↘365 |
| 2014 | 2015 | 2016 | 2017 | 2018 | 2019 | 2020 |
| ↘360 | ↘348 | ↘335 | ↗339 | ↘337 | ↘332 | ↗336 |

## Состав сельского поселения
| № | Населённый пункт | Тип населённого пункта       | Население |
| - | ---------------- | ---------------------------- | --------- |
| 1 | Ордина           | деревня                      | ↘30       |
| 2 | Скаты            | село, административный центр | ↘346      |